# Fregidora d'aire
Una fregidora d'aire, fregidora de convecció o fregidora sense oli és un petit forn de convecció de taulell dissenyat per simular la fregida sense submergir els aliments en oli. Un ventilador fa circular aire calent a gran velocitat, produint una capa cruixent mitjançant reaccions de rossejat com la reacció de Maillard. Alguns revisors de productes troben que els forns de convecció normals o els forns torradors de convecció produeixen millors resultats, o diuen que fregir a l'aire és essencialment una cocció per convecció amb un nom nou que s'ha posat de moda.
El 2006, el grup francès Seb fou el primer al món al mercat la fregidora d'aire amb el nom d'Actifry.

## Funcionament
Les fregidores d'aire fan circular aire calent per cuinar aliments que, d'altra manera, estarien submergits en oli. La cambra de cocció de la fregidora d'aire irradia calor des d'un element de calefacció a prop del menjar, i un ventilador fa circular l'aire calent. Les temperatures poden arribar als 250 °C segons el model. L'oli de cuina no s'utilitza en grans quantitats en una fregidora d'aire. Els temps de cocció a la fregidora d'aire es poden reduir en un 20% o més, en comparació amb els forns sense convecció.
La Philips Airfryer original utilitzava calor radiant d'un element de calefacció just a sobre dels aliments i calor de convecció d'un fort corrent d'aire que fluïa cap amunt a través de la part inferior oberta de la cambra d'aliments, proporcionant calor per tots els costats, amb un petit volum d'aire calent obligat a passar des de la superfície de l'escalfador i sobre els aliments, sense que circuli aire inútil com en un forn de convecció. Una guia amb ranures dirigeix el flux d'aire sobre la part inferior dels aliments. La tècnica es va patentar com a tecnologia Rapid Air.
Els mètodes tradicionals de fregir indueixen l'efecte Maillard a temperatures de 140 a 165 °C submergint completament els aliments en oli calent, molt per sobre del punt d'ebullició de l'aigua. La fregidora d'aire funciona recobrint l'aliment amb una fina capa d'oli i circulant aire fins a 200 °C per aplicar la calor suficient per provocar la reacció. L'aparell és capaç de daurar aliments com ara patates fregides, pollastre, peix, bistec, hamburgueses amb formatge, patates fregides i brioixeria amb un 70% a un 80% menys d'oli que una fregidora.

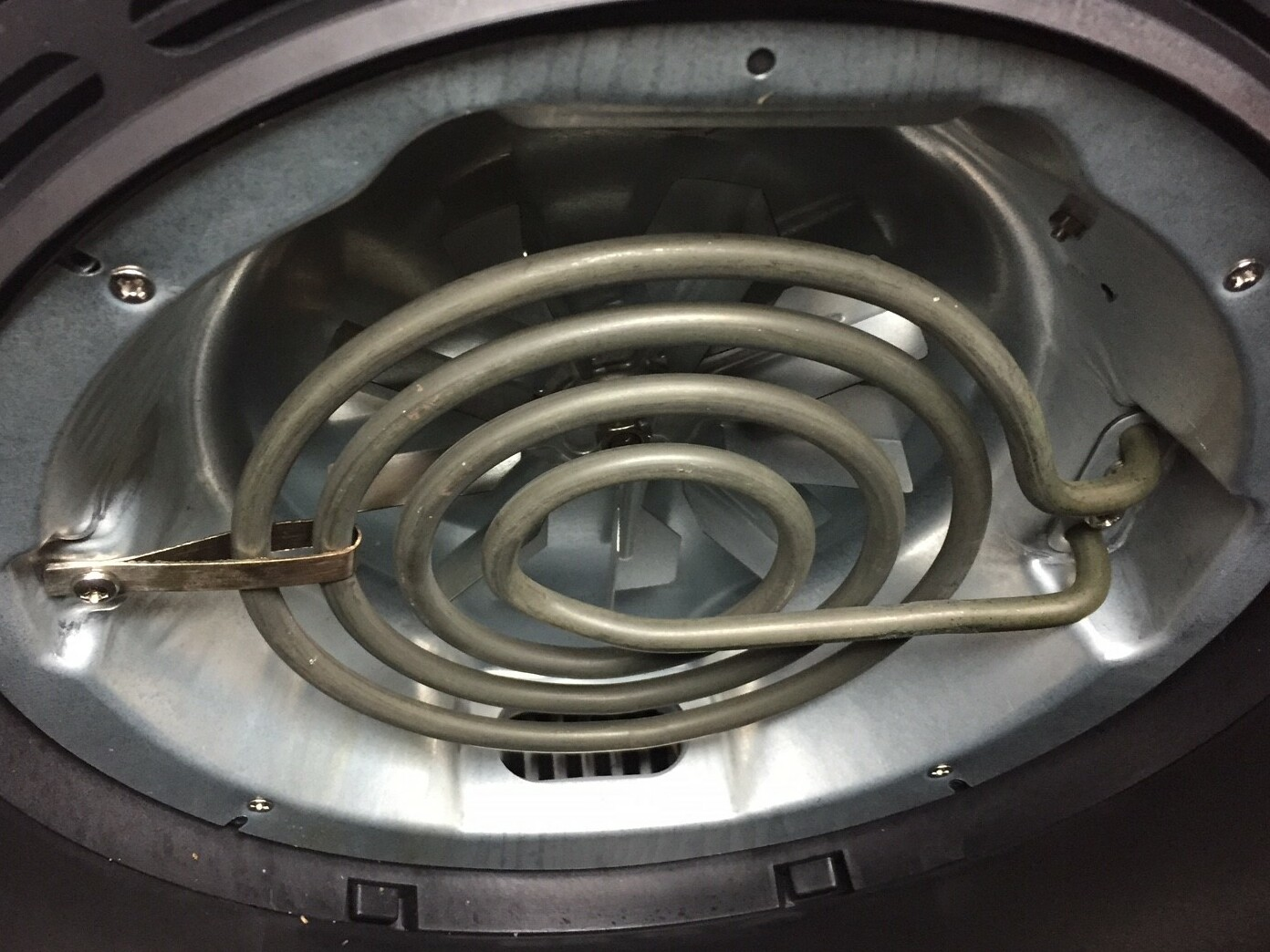
Impulsor d'aire i resistència elèctrica.

La majoria de fregidores d'aire tenen ajustos de temperatura i temporitzadors que permeten una cocció més precisa. El menjar es cuina normalment en una cistella que es troba en una safata de degoteig. La cistella s'ha d'agitar periòdicament, ja sigui manualment o mitjançant el mecanisme de la fregidora. Els forns de convecció i les fregidores d'aire són similars en la manera de cuinar els aliments, però les fregidores d'aire són generalment més petites i emeten menys calor.
El gust i la consistència dels aliments fregits a l'aire no són idèntics als fregits convencionalment, perquè la quantitat més gran d'oli que s'utilitza en el fregit tradicional penetra en els aliments (o en la massa de recobriment, si s'utilitza) i afegeix el seu propi sabor.
Algunes fregidores d'aire estan equipades amb accessoris addicionals per a tipus específics de cocció, com ara paelles de pizza, bastidors de broquetes, safates per a la planxa i motlles de pastissos.
Igual que els forns de convecció estàndard, les fregidores d'aire també poden rostir, cuinar al vapor i ressecar menjar.